# Il tesoro della sanità
Il tesoro della sanità è un prontuario pratico, scritto dal medico Castore Durante (Gualdo Tadino, 1529 – Viterbo, 1590), archiatra pontificio, e pubblicato per la prima volta a Roma nel 1586, che insegna i segreti per conservarsi in salute.

## Storia
Pubblicato a Roma ad instantia di Iacomo Tornieri, & Iacomo Biricchia, appresso Francesco Zannetti portava una prima dedica al Sanctissimo ac Beatissimo Patri Sixto V, con versi elogiativi del pontefice e una seconda dedica a sua sorella Illustrissima et Eccellentissima Signora la Signora Donna Camilla Peretta. Pubblicato in 4°, sul frontespizio figurava la marca editoriale col monogramma di Cristo raggiante e i simboli della passione.
Il Tesoro della sanità, che presto divenne un apprezzato e diffuso trattato divulgativo, era un rifacimento in italiano di un inedito manoscritto redatto in latino, dal titolo De victus et exercitationis servanda ratione, offerto da Durante al papa e oggi conservato alla Biblioteca estense di Modena.
All'inizio dei capitoli e dei paragrafi, Castor Durante inserì versi in latino, con una sintesi di consigli di igiene, di raccomandazioni, di istruzioni sui benefici di singoli alimenti o su comportamenti igienici. Certi suoi versi entrarono nel repertorio medico e perfino nell'uso comune. Il tesoro della sanità influenzò la culinaria e le diete.

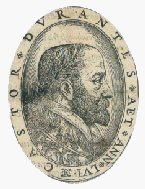
Castore Durante

La fisiologia di Castor Durante era ancora quella ideata dal medico greco dell'antichità Ippocrate di Coo che aveva individuato nel corpo umano quattro umori, cioè bile nera, bile gialla, flemma e sangue. La bile nera aveva sede nella milza, la bile gialla nel fegato, la flemma nella testa e il sangue nel cuore. Agli umori corrispondevano quattro temperamenti (sanguigno, collerico, melanconico, flemmatico), quattro qualità dei cibi (freddo, caldo, secco, umido), le quattro stagioni e i quattro periodi della vita (infanzia, giovinezza, maturità, vecchiaia). La salute dell'organismo dipendeva quindi dall'equilibrio degli umori e la predominanza di uno, rispetto agli altri, era causa di squilibrio e di malattia e si rifletteva anche sul carattere di una persona. Dieta sana e igiene corporea erano quindi mezzi per conservare o ritrovare l'equilibrio umorale.
Il tesoro della sanità, fino all'inizio del Settecento, fu considerato un testo scientificamente attendibile; ebbe una trentina di edizioni e fu stampato in vari luoghi, da vari editori e in formati diversi: in 4°, in 8°, in 12º e in 16°. Poche edizioni moderne apparvero nel Novecento e, di recente, ci sono state ristampe anastatiche di antiche edizioni. Precetti e insegnamenti di Castor Durante spuntarono negli almanacchi e nella stampa femminile, sotto forma di consigli della nonna.
Oggi, certi aforismi tratti dall'opera di Durante sono accettati dalla medicina alternativa.

### Struttura
- Capitolo I. Dell'aere
- Capitolo II. Del moto e della quiete - Dell'esercitio
- Capitolo III. Del sonno, et della vigilia
- Capitolo IIII. Della repletione, et inanitione[3] - Del bagno - Delle frittioni - Di Venere[4]
- Capitolo V. De gli accidenti dell'animo

Avvertimenti ne i cibi, et nel bere
- Che cosa si ha da fare dopo il cibo
- Quale deve essere più copioso il pranso o la cena
- Avvertimenti nei frumenti - Farro - Grano - Orzo - Pane
- Avvertimenti nei legumi - Ceci - Cicerchie - Fava - Faggioli - Lenticchie - Lupino - Miglio - Piselli - Riso
- Avvertimenti ne gli herbagi - Acetosa - Amaraco - Aneto - Aniso - Asparagi - Atriplice - Basilico - Bettonica - Bietola - Boragine - Cappari - Carciofi - Cavoli - Cimino - Coriandro - Dragoncello - Cicoria - Endivia - Finocchi - Finocchio marino - Lattuca - Lupino - Melissa - Menta - Mercorella - Petrosello[6] - Pimpinella - Portulaca - Rosmarino - Rughetta - Salvia - Senape - Serpollo - Spinaci - Sio - Tribulo

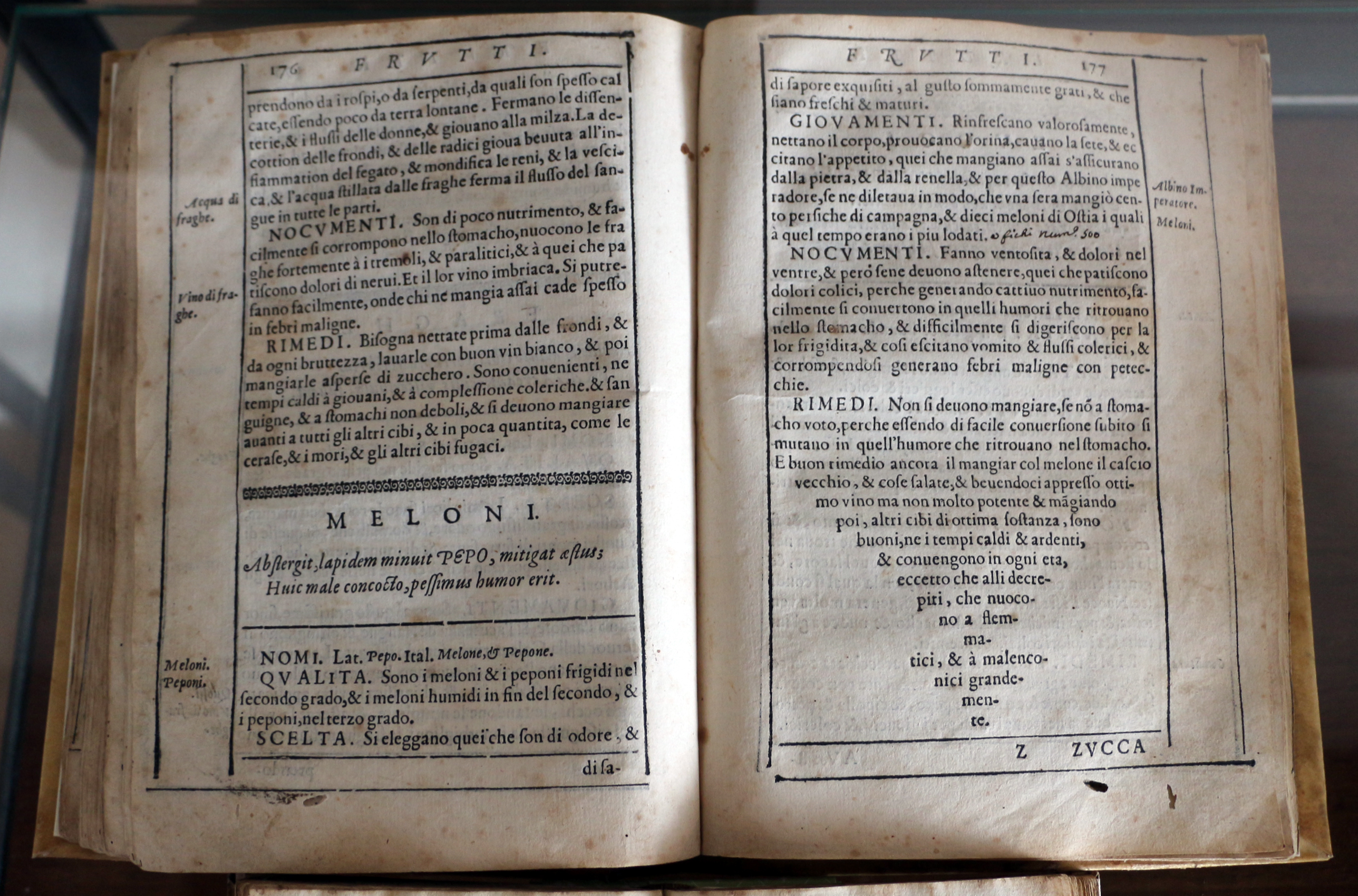
Castore Durante, Il tesoro della sanità, ed. Roma 1586

- Avvertimenti nelle radici dell'herbe[7] - Aglio - Carote - Cipolla - Fonghi - Fongo di pietra - Pastinaca - Porro - Radice[8] - Ramoraccia - Rapa - Scalogne - Tartufi.
- Avvertimenti nei frutti[9] - Cedri - Celsi - Cotogni - Corbezzoli, cioè arbuto - Fichi - Mele - Nespole - Pepe - Pere - Sorbe - Uva - Amandole - Aranci - Castagne - Ghiande[10] - Limoncelli - Granate - Nocchie - Noci - Orbacche[11] - Pinoli - Pistacchi - Amarene - Biricocoli[12] - Carabole - Ciregie - Corgnole - Dattili[13] - Folceracche[14] - Giuggiole - Mirabolani - Oliva - Pesche - Prugne - Cedruoli - Cocomero - Fraghe - Meloni - Zucca
- Avvertimenti nelle carni - Agnello - Becco - Bue, vitello, e toro - Bufalo - Capretto - Carpio[15] - Castrato - Cervo - Coniglio - Ghiri - Lepore - Montone - Porco domestico - Porco silvestre[16] - Spinoso[17]
- Avvertimenti nelle parti de gli animali - Parti degli animali - Butiro[18] - Latte - Capi di latte[19]
- Avvertimenti ne gli uccelli - Anitra - Cappone - Colombi - Fagiano - Galline - Gallo - Lodola - Merli - Ocha - Ova - Passeri - Pavone - Perdice - Starna - Quaglia - Storno - Tordo - Tortore - Uccelletti montani
- Avvertimenti nei pesci[20] - Anguilla - Agucchia - Calamaro - Cappone - Carpione - Cefalo - Dentale - Fragolino - Granchio - Gammari - Laccia - Lampreda - Luccio - Lumaca - Ombrina - Orata - Ostrica - Ranocchie - Sarda - Spigola - Sturione - Telline - Tenca - Testudine - Tonno - Triglia - Trotta
- Condimenti - Aceto - Agresta - Uva immatura - Sapa[21] - Canella - Garofani - Mele[22] - Noce moscata - Oglio - Sale - Zafferano - Zenzero - Zuccaro - Acqua - Vino (Regole: Conditioni del buon vino - Vini cattivi - Vini acquosi - Vini potenti - Effetti del vino bevuto immoderatamente - Del vino nuovo - Vin vechio - Vin dolce nuovo - Vin dolce maturo - Vino brusco - Vino rosso - Vino bianco - Raspanti - Acquari - Vino contro la peste per i ricchi - Per i poveri
- Vari modi di lubrificare il ventre, nei cibi